# Tjulenij
Tjulenij (in russo Тюлений?) è una piccola isola che si trova a est di Sachalin, 19 km a sud di capo Terpenija (Полуостров Терпения, Poluostrov Terpenija), nel mare di Ochotsk, nell'Estremo Oriente russo. L'isola appartiene amministrativamente all'oblast' di Sachalin.
Tjulenij fu scoperta nel 1643 dall'esploratore olandese Maarten Gerritsz de Vries.
L'isola (che in italiano significa "isola delle foche") ha molte colonie delle cosiddette "otarie da pelliccia" (Callorhinus ursinus) e di leoni marini di Steller che alla fine del XIX sec. hanno rischiato l'estinzione. È attualmente una riserva marina. Vi sono anche molte colonie di urie, alcidi e pulcinelle (la fratercula dal corno e la fratercula dai ciuffi), inoltre il gabbiano tridattilo, una specie di Fulmarus e di cormorano (il Phalacrocorax pelagicus).
Nel 1969 è stato scoperto sull'isola di Tjulenij il "Virus Tyuleniy", un arbovirus gruppo B, nelle zecche del Phalacrocorax pelagicus.